# Llac Çıldır
Çıldır Gölü ("Llac Çıldır") és un llac de l'est Turquia a la província d'Ardahan, prop de les fronteres d'Armènia i Geòrgia. El seu nom ja s'esmenta en temps del regne d'Urartu com a Txaldir i derivaria del poble dels khaldes; llavors formava part del Diaueqi (regió entre el riu Kars de l'Araxes fins al llac Txaldir, coneguda després com a Vanand pels armenis).